# Gare de Lumes
La gare de Lumes est une gare ferroviaire française de la ligne de Mohon à Thionville située sur le territoire de la commune de Lumes dans le département des Ardennes, en région Grand Est.
C'est une halte ferroviaire de la Société nationale des chemins de fer français (SNCF) desservie par des trains TER Grand Est.

## Situation ferroviaire
Établie à 152 m d'altitude, la gare de Lumes est située au point kilométrique (PK) 143,837 de la ligne de Mohon à Thionville, entre les gares ouvertes de Mohon et de Nouvion-sur-Meuse.

## Histoire
Le bâtiment voyageurs de taille très réduite est une halte de plan type 1903 munie d'une aile d'une seule travée abritant dans un coin le guichet pour les voyageurs.
Il pourrait avoir été construit :
- en remplacement d'un bâtiment plus ancien détruit en 14-18 comme à Nouvion-sur-Meuse ;
- en remplacement d'un bâtiment plus petit devenu obsolète ;
- ex nihilo lorsque les Chemins de fer de l'Est décidèrent d'établir un arrêt sur la ligne à Lumes.

Le bâtiment est désormais fermé et sert d'habitation.
Il est situé à proximité d'une ancienne gare de triage  établie en 1908-1909  qui s'étendait entre cette halte et la gare de Nouvion-sur-Meuse. Cette gare de 40 voies assurait le tri des wagons en provenance des charbonnages du Nord de la France et des aciéries de Lorraine.  Les voies de cette gare de triage abandonnée reçoivent des wagons en attente de révision ou des trains de travaux.
La Voie verte Trans-Ardennes ou véloroute EuroVelo 19 longe ces anciennes installations ferroviaires.

## Fréquentation
Selon les estimations de la SNCF, la fréquentation annuelle de la gare figure dans le tableau ci-dessous
.
| Année     | 2015   | 2016   | 2017   | 2018   | 2019   | 2020   | 2021   | 2022   | 2023   | 2024   |
| --------- | ------ | ------ | ------ | ------ | ------ | ------ | ------ | ------ | ------ | ------ |
| Voyageurs | 20 192 | 20 465 | 21 534 | 17 542 | 15 942 | 16 421 | 16 835 | 20 714 | 22 799 | 20 382 |

## Service des voyageurs

### Accueil
Halte SNCF, c'est un point d'arrêt non géré (PAN) à accès libre.

### Desserte
Lumes est desservie par des trains TER Grand Est qui effectuent des missions entre les gares de Reims, ou de Charleville-Mézières, et de Sedan, ou de Longwy.

### Intermodalité
Le stationnement des véhicules n'est pas possible à proximité immédiate de la halte. 